# Enfermedad renal poliquística
La enfermedad renal poliquística es un trastorno genético que provoca el crecimiento de muchos quistes dentro de los riñones .

## Tipos
Hay dos tipos de enfermedad renal poliquística autosómica dominante  y enfermedad renal poliquística autosómica recesiva .

## Síntomas
Pueden formarse antes del nacimiento, durante la infancia o en la edad adulta. Cuando los quistes se desarrollan antes del nacimiento, pueden presentarse fallas en el crecimiento o problemas respiratorios . De lo contrario, los síntomas pueden incluir dolor en el costado, sangre en la orina y dolores de cabeza . Las complicaciones pueden incluir insuficiencia renal, presión arterial alta, quistes hepáticos, aneurisma aórtico y aneurisma cerebral .

## Causa
Se produce como resultado de una mutación genética. Generalmente se hereda de los padres, aunque en raras ocasiones puede aparecer espontáneamente durante los primeros años de desarrollo. Los quistes se forman a partir de túbulos que no funcionan y a los que se les bombea líquido  .

## Diagnóstico
El diagnóstico puede confirmarse mediante imágenes médicas o pruebas genéticas .

## Tratamiento
No existe cura. El tratamiento puede incluir cambios en el estilo de vida y medicamentos para reducir la presión arterial, como los inhibidores de la ECA . La insuficiencia renal se puede controlar con diálisis o trasplante de riñón .

## Pronóstico
Alrededor del 30 % de las personas con ARPKD mueren dentro de las primeras semanas de vida. Más de la mitad de las personas con ADPKD desarrollan insuficiencia renal a la edad de 70 años

## Frecuencia
PKD afecta a alrededor de medio millón de personas en los Estados Unidos.  ADPKD afecta aproximadamente a 1 de cada 700 personas y ARPKD afecta a aproximadamente 1 de cada 20 000 niños.  Los hombres y las mujeres se ven afectados con la misma frecuencia.